# Réal
Réal là một xã trong tỉnh Pyrénées-Orientales, vùng Occitanie phía nam nước Pháp. Xã Réal nằm ở khu vực có độ cao trung bình 1580 mét trên mực nước biển.